# San Girolamo (Antonello da Messina)
San Girolamo è un dipinto a tempera grassa su tavola trasportato su tela (37,7x31 cm) di Antonello da Messina, databile al 1472-1473 e conservato nella Galleria regionale di Palazzo Abatellis di Palermo.

## Storia
Le tre tavole dei Dottori della Chiesa del museo palermitano dovevano fare da cuspidi di un polittico oggi smembrato, assieme a un Sant'Agostino e un San Gregorio Magno. Alcuni hanno ipotizzato che fosse il cosiddetto Polittico dei Dottori della Chiesa (con cui condivide il trattamento dello sfondo a racemi vegetali incisi), con gli scomparti principali agli Uffizi e alla Pinacoteca del Castello Sforzesco di Milano, o il Polittico di San Gregorio, anche se si tratterebbe di una disposizione piuttosto originale, non simmetrica.
Più probabile è che le cuspidi fossero inizialmente quattro, con un Sant'Ambrogio perduto e voltato verso sinistra, che stessero sopra un polittico a cinque scomparti, non conosciuto, magari con al centro una Crocifissione o un altro tema.

## Descrizione e stile
San Girolamo è ritratto con il busto a tre quarti ed il viso di profilo, che farebbe pensare a una collocazione originaria più lontana dal centro del polittico, alle estremità. Indossa il cappello cardinalizio rosso a falde larghe ed è colto mentre legge un libro, presumibilmente la Vulgata da lui scritta.
Chiara è la tendenza geometrizzante nelle fattezze del santo, con un volto tondeggiante e dalla stesura liscia, tipicamente provenzale. Alla scuola catalano-provenzale appartengono alcuni dettagli eleganti, di gusto tardogotico, come il cappuccio foderato di pelliccia che, nel ricadere, compie una sinuosa curva all'altezza della spalla.
Alcune incertezze nella realizzazione delle figure hanno fatto parlare di aiuti di bottega, ma è anche possibile che si tratti di opere interamente autografe, risalenti alla delicata fase di passaggio dalla pittura a tempera a quella a olio.